# フィラデルフィア (防護巡洋艦)
|          |                                                   |
| 艦歴     |                                                   |
| 発注     |                                                   |
| 起工     | 1888年3月22日                                     |
| 進水     | 1889年9月7日                                      |
| 就役     | 1890年7月28日                                     |
| 退役     | 1926年11月24日                                    |
| その後   | 1927年に売却                                      |
| 除籍     |                                                   |
| 性能諸元 |                                                   |
| 排水量   | 4,324トン                                         |
| 全長     | 335 ft (102 m)                                    |
| 全幅     | 48.5 ft (14.8 m)                                  |
| 吃水     | 19.2 ft                                           |
| 機関     |                                                   |
| 最大速   | 19ノット                                          |
| 乗員     | 士官、兵員384名                                   |
| 兵装     | 6インチ砲12門 6ポンド砲4門 1ポンド砲2門 37mm砲3門 |

フィラデルフィア (USS Philadelphia, C-4/IX-24) は、アメリカ海軍の防護巡洋艦。艦名はペンシルベニア州フィラデルフィアに因む。その名を持つ艦としては4隻目。

## 艦歴
フィラデルフィアは1888年3月22日にペンシルベニア州フィラデルフィアのウィリアム・クランプ・アンド・サンズ社で起工した。1889年9月7日にミニー・ウナメイカー（実業家および政治家ジョン・ワナメーカーの娘）によって命名、進水し、1890年7月28日に艦長B・F・ブラッドフォード大佐の指揮下就役した。

フィラデルフィアは1893年8月22日にサンフランシスコに到着した。太平洋ステーション総司令官旗艦として戦隊と共に巡航し、艦隊演習および訓練、西海岸、メキシコ、南米およびハワイ諸島の様々な港を訪問した。1897年10月14日にメア・アイランド海軍造船所に到着し、同所で12月18日に退役した。
フィラデルフィアは1898年7月9日に再就役し、太平洋ステーション総司令官J・N・ミラー少将の旗艦となる。ハワイ共和国の併合記念式典に参加するため7月2日にサンフランシスコを出航し、8月3日にホノルルに到着した。フィラデルフィアおよびスループのモヒカン (USS Mohican) の士官はアメリカ海軍の代表として式典に参加した。
1899年3月に艦隊総司令官アルバート・カウツ少将が乗艦し、フィラデルフィアはドイツとの衝突を解決するためサモア諸島に向けて出航した。フィラデルフィアの上陸部隊はイギリス軍部隊と共に4月1日に上陸したが、待ち伏せを受けて7名が死亡、7名が負傷した、死者の中にはフィリップ・ランズデール中尉、ジョン・R・モナハン少尉、ノーマン・エドサルおよび水兵もう1名が含まれた。フィラデルフィアは1899年5月21日までサモア諸島に留まり、その後ホノルルを経由して西海岸に向かった。
フィラデルフィアは1900年2月6日まで太平洋ステーションでの旗艦任務に従事し、同日カウツ少将は旗艦任務をアイオワ (USS Iowa, BB-4) へと移した。フィラデルフィアは太平洋での任務を1902年まで継続し、訓練巡航、砲術訓練、親善訪問などを行った。
フィラデルフィアはパナマ沖での6ヶ月の巡航から帰還し、1902年7月17日にサンフランシスコに到着した。広範囲な修理が必要となり、フィラデルフィアはピュージェット・サウンド海軍工廠への入渠を命じられた。8月23日にワシントン州ブレマートンに到着し、9月22日にピュージェット・サウンドで退役した。
フィラデルフィアは1904年5月12日にピュージェット・サウンド海軍工廠で新兵収容艦となる。1912年11月4日まで同任務を続け、その後囚人船となる。1916年1月10日に再び新兵収容艦となり、1926年11月24日に除籍されるまで使用された。フィラデルフィアは1927年にピュージェット・サウンド海軍工廠で競売にかけられ、ルイス・ロサーバーグ社に売却された。